# آلن (اکلاهما)
آلن(به انگلیسی: Allen) شهری در ایالت اکلاهما کشور ایالات متحده آمریکا است که جمعیت آن در سرشماری سال ۲۰۱۰ میلادی، ۹۳۲ نفر بوده‌است.